# Masud II
Masud II o Mas'ud II (en antiguo turco anatolio: مَسعود دوم, Ghiyāth ad-Dīn Mas'ūd bin Kaykāwūs; en persa: غياث الدين مسعود بن كيكاوس) llevó el título de sultán de Rum en varias ocasiones entre 1284 y 1308. Fue vasallo de los mongoles y no ejerció una autoridad real. La historia no registra su destino final.

## Reinado

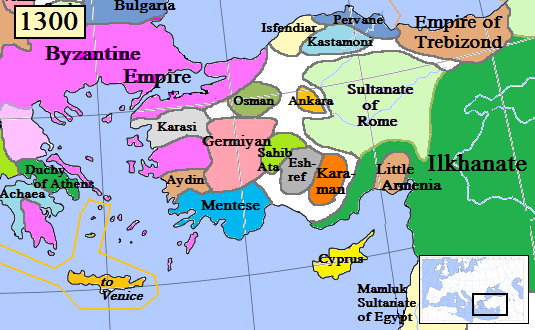
Disolución del sultanato seyúcida en beylicatos turcos y otros estados alrededor de Anatolia, c. c. 1300

Masud II era el hijo mayor de Kaykaus II. Pasó parte de su juventud como exiliado en Crimea y vivió durante un tiempo en Constantinopla, entonces capital del Imperio bizantino. Aparece por primera vez en Anatolia en 1280 como pretendiente al trono. En 1284, el nuevo Sultán ilkan Ahmad depuso y ejecutó al sultán selyúcida Kaikosru III e instaló a Masud en su lugar. El sucesor de Ahmad, Arghun, dividió las tierras selyúcidas y concedió Konya y la mitad occidental del reino a los dos jóvenes hijos del sultán depuesto. Masud invadió con una pequeña fuerza, hizo matar a los dos niños y se estableció en la ciudad en 1286.
Dirigió varias campañas contra los emergentes principados turcomanos, los beylicatos, siempre en nombre de los mongoles y generalmente con tropas mongolas. Entre ellos destaca la expedición que comenzó a fines de 1286 contra los germiyánidas. Los germiyánidas eran una banda belicosa de ascendencia turcomana, asentada por los selyúcidas una generación antes en el suroeste de Anatolia para mantener a raya a los nómadas turcomanos más rebeldes. Masud llevó a cabo la campaña bajo la tutela del visir y estadista mayor, Fakhr al-Din Ali. Aunque hubo algunos éxitos en el campo de batalla, los germiyánidas de gran movilidad siguieron siendo una fuerza significativa en la región. Masud y sus aliados mongoles llevaron a cabo expediciones igualmente inútiles contra los karamánidas y esréfidas.
En 1297, en una atmósfera caracterizada por la intriga y la rebelión casi constante contra la distante autoridad ilkan, tanto por parte de los oficiales mongoles como de los potentados turcomanos locales, el desventurado Masud se implicó en un complot contra el ilkanato. Fue indultado pero privado de su trono y confinado en Tabriz. Fue reemplazado por Kayqubad III, quien pronto se involucró en un complot similar y fue ejecutado por el sultán Mahmud Ghazan. El empobrecido Masud regresó al trono en 1303.
Aproximadamente desde 1306 Masud, y el sultanato selyúcida con él, desaparece de los registros históricos. Aunque, los últimos hallazgos en 2015 sugieren que su tumba ha sido identificada en Samsun.
Según Rustam Shukurov, Masud II «tenía una identidad dual cristiana y musulmana, una identidad que se complicó aún más por la identidad étnica dual turca/persa y griega».